# Ehrichspitze
De Ehrichspitze is een 3420 meter hoge berg in de Ötztaler Alpen in het Oostenrijkse Tirol.
De berg ligt in de Weißkam op de grens tussen de districten Imst en Landeck, net ten noorden van de Dahmannspitze, die op zijn beurt net ten noorden van het Brandenburger Haus gelegen is. De Ehrichspitze wordt in het westen geflankeerd door de Gepatschferner. In het oosten ligt de Kesselwandferner. Over een lange graat naar het noordoosten is de Ehrichspitze verbonden met de Fluchtkogel.